# Ilchan Dostjev
Ilchan Dostjev (Russisch: Ильхан Достиев) (Şımkent, 8 juli 2002) is een Kazachs wielrenner.

## Carrière
In 2022 werd Dostjev, achter Nicolas Vinokoerov, tweede op het nationale kampioenschap op de weg bij de beloften. Een jaar later won hij de Ronde van Bostonliq II en werd hij onder meer twaalfde in het eindklassement van de Ronde van Sakarya en negende in dat van de Aziz Shusha. Op het wereldkampioenschap nam hij deel aan de wegwedstrijd voor beloften, die hij niet uitreed.
In 2024 maakte Dostjev de overstap naar de opleidingsploeg van Astana Qazaqstan. Zijn debuut voor de ploeg maakte hij in februari in de Ronde van de Provence. Later die maand startte hij in de Ronde van Rwanda. In de vijfde etappe, een dertien kilometer lange klimtijdrit, werd Dostjev vierde. Een dag later finishte hij als derde op Mount Kigali. In het eindklassement bleef enkel Joseph Blackmore hem voor. In mei van dat jaar won Dostjev de slotetappe in de Orlen Nations Grand Prix. In juli nam hij, namens de hoofdmacht van Astana Qazaqstan, deel aan de Ronde van de Apennijnen. Drie dagen later stond hij aan de start van de Ronde van de Aostavallei, een belangrijke etappekoers voor beloften. In de openingsrit, een etappe van 40,8 kilometer met aankomst bergop in het Franse Plaine Joux, kwam hij solo als eerste over de finish. In de twee laatste etappes werd Dostjev tweemaal tweede, achter respectievelijk de latere eindwinnaar Jarno Widar en Pablo Torres. Ook in het algemeen klassement werd Dostjev tweede. Het puntenklassement schreef hij, met een voorsprong van slechts één punt op Widar, wel op zijn naam. Halverwege augustus stond Dostjev aan de start van de Ronde van Roemenië. Na de vierde etappe nam hij de leiderstrui over van zijn ploeggenoot Roedolf Remchi, die als leider aan de etappe was gestart maar de finish niet haalde. In de slotrit kwam zijn leiderstrui niet meer in gevaar, waardoor hij Mark Stewart opvolgde als eindwinnaar. In september werd bekend dat Dostjev op 30 juli, tijdens een dopingcontrole buiten de wedstrijden om, positief had getest op CERA. Een dag later bekende hij zijn dopinggebruik en werd hij door zijn ploeg ontslagen.

## Overwinningen
2023
Ronde van Bostonliq II
2024
5e etappe Orlen Nations Grand Prix
1e etappe Ronde van de Aostavallei
Puntenklassement Ronde van de Aostavallei
Eind-, berg- en jongerenklassement Ronde van Roemenië

## Ploegen
- 2021 –  Vino-Astana Motors
- 2022 –  Vino SKO Team
- 2023 –  Vino SKO Team
- 2024 –  Astana Qazaqstan Development Team (tot 10 september)